# 李时 (成化举人)
李时，广东东莞人，明朝政治人物。
弘治十六年（1503年）接替俞文焕任福宁州知州，正德三年（1508年）进京觐见，刘瑾恐吓诸地方官行贿，他比较各个布政使司的大小来划分向官员们索贿的不同等级，商定出福建布政使司的官员们总共该交三万两白银，衡量分派到福宁州的数额是一千两白银，李时拒绝缴纳，福建的布政使和按察使都怨恨他。正德五年他任期满了以后，按察使想要罚他的属民清理军用驰道，百姓哭着向李时求救，李时说:“你们不要去进见他，这是上策。”于是就没有一个人到场。按察使感到愤怒，李时回应他:“处理政事的体制是自下而上，这件事由福宁州来审核。”最终这件事被搁置。知州一职随后由万廷彩接任。